# 灌木丛

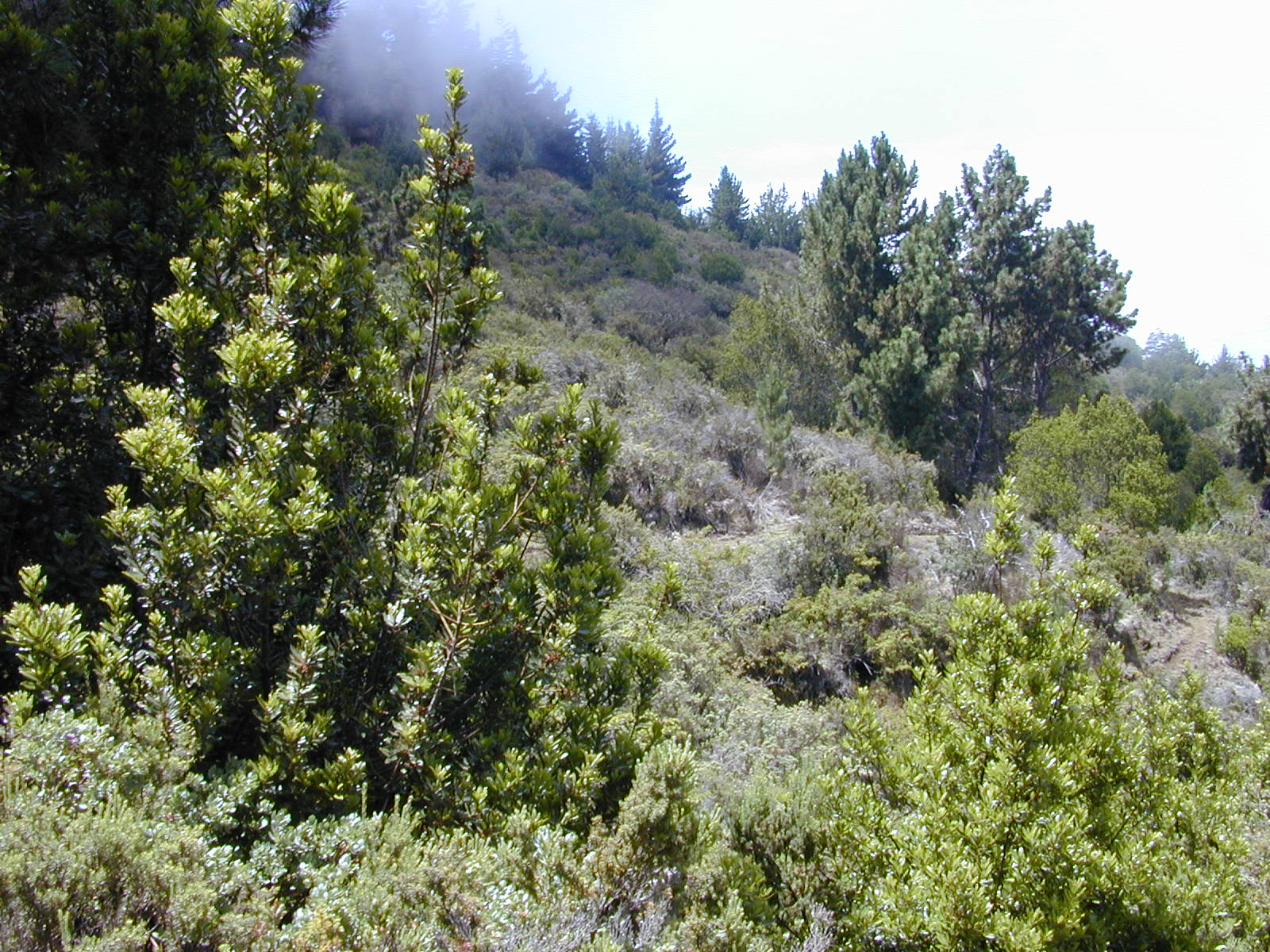
位於夏威夷的一個矮灌木丛

灌木丛又名灌丛，是一种以灌木为主的植物群落，通常灌木丛还會存在著一些其他的植物，例如禾本科植物、草本植物等。灌木丛可能因易发生火灾而不适合人类居住。